# Diradops tamaska
Diradops tamaska är en stekelart som beskrevs av Ugalde och Ian D. Gauld 2002. Diradops tamaska ingår i släktet Diradops och familjen brokparasitsteklar. Inga underarter finns listade i Catalogue of Life.